# I diari delle streghe - La fuga
I diari delle streghe - La fuga è il 3º libro della saga I diari delle streghe di Lisa J. Smith, pubblicato nel 1992 negli Stati Uniti e il 22 ottobre 2009 in italiano. È la seconda e ultima parte di The Secret Circle: The Captive.

## Trama
Cassie informa il resto del Circolo sulle scoperte fatte durante la sua visita a Salem. 
 Intanto, si avvicina la festa di Halloween, alla quale la ragazza decide di invitare Nick che, inizialmente, rifiuta bruscamente, ma poi cambia idea.
Nonostante non si siano più baciati, Adam e Cassie si baceranno nuovamente proprio la sera di Halloween, a causa di una pietra di ematite trovata dalla ragazza e poi indossata, che inibisce i freni inibitori.
Il 10 novembre, diciassettesimo compleanno di Diana e Faye, si svolge l'elezione del nuovo leader della congrega: Cassie è costretta a votare per Faye, se non vuole che la ragazza riveli a Diana e al resto del Circolo il suo rapporto clandestino con Adam. 
 Diventata leader, Faye decide di evocare di nuovo lo spirito di Black John tramite il teschio di cristallo, liberandolo e facendolo così tornare in vita. Subito dopo, sopra la casa di Cassie compaiono delle lingue di fuoco. 
 Insieme alle altre streghe, la ragazza entra nell'abitazione, dove trova sua madre ipnotizzata. A quel punto, Nick la trasporta fuori, mentre Cassie e Deborah raggiungono la cucina. Qui, le due trovano la nonna della prima riversa sul pavimento, con al fianco una creatura carbonizzata, che l’anziana riesce a scacciare. 
 Prima di morire, la donna riesce a consegnare alla nipote il suo Libro delle Ombre, a raccontarle dell'ultimo attacco di Black John, durante il quale morirono molti genitori dei ragazzi del Circolo, e a spiegarle che, grazie alla preveggenza ereditata dalla sua famiglia, la magia più forte, Cassie è destinata a combatterlo. 
 Uscita dalla casa, la ragazza comunica a Faye che non sottosterà più ai suoi ricatti; per ripicca, la nuova leader del Circolo decide di rivelare a tutti di lei e di Adam.

## Edizioni
- Lisa Jane Smith, I diari delle streghe. La fuga, Nuova Narrativa Newton, 2009,  p. 157, ISBN 978-88-541-1609-2.

- Lisa Jane Smith, I diari delle streghe. L'iniziazione - La prigioniera - La fuga - Il potere, Grandi Tascabili Contemporanei, 2010,  p. 512, ISBN 978-88-541-1990-1.